# Antofalla
Antofalla je hora v Argentině. leží na severozápadě země v provincii Catamarca. Jde o stratovulkán pocházející z miocénu až pliocénu. Vrchol se nachází ve výšce 6409 m n. m. Kolem hlavního vrcholu vulkánu se nachízí několik dalších, nižších vrcholů. Sopka byla aktivní od miocénu po čtvrtohory. Mezi horniny, které se při erupcích dostaly na povrch, patří andezit, dacit a ryolit.